# Polar
ПОЛАР — российский производитель телевизоров LED, LCD и CRT, приставок цифрового телевидения с использованием современных цифровых технологий, бытовой техники и электроники. Основной бренд — Polar.

## История компании
История компании «ПОЛАР» началась в октябре 1992 года, когда несколько студентов-единомышленников из Московского авиационного института решили открыть собственное производство телевизоров. 
Первыми в компании «ПОЛАР» производились телевизоры 4-го поколения с дистанционным управлением.

### Первый POLAR
В 1994 году специалисты конструкторского бюро «ПОЛАР» приступили к разработке  новой телевизионной схемы. Для работы было закуплено импортное технологическое оборудование, новый на тот момент комплект микросхем фирмы PHILIPS.
Поступила в продажу первая партия телевизоров 6-го поколения — уже под собственной торговой маркой POLAR. В «поларах» была установлена специально разработанная защита от скачков напряжения в сети, применен усовершенствованный блок питания с «дежурным» режимом.
В 1996  разработки конструкторского бюро «ПОЛАР» были отмечены специалистами. Схемотехнические решения телевизоров POLAR начали защищаться патентами.

### Этапы развития
Разразившийся в августе 1998 года финансовый кризис стал поворотным моментом в развитии компании. «ПОЛАР» был в числе тех производителей, кто сумел выстоять в тот период. Подъем компании начался с реализации нового системного подхода к бизнесу: введения грамотной политики управления, организации четкой структуры производства, налаживания системы сбыта.
В 2000 году компания  приступила к производству телевизоров с применением цифровых технологий. Впоследствии собственная разработка компании — технология нового поколения Digitotal Technology — была запатентована.
В 2002 модельный ряд POLAR имел несколько сформированных серий с различным набором потребительских функций. Линейный ряд телевизоров становится  насыщенным по диагоналям (14, 20, 21, 25 и 29 дюймов). Появляются модели с плоским экраном, мощной системой акустики и  дизайном, а также первые автомобильные модели ЖК-телевизоров с малыми диагоналями.
В январе 2003 года компания открыла собственный завод с полным производственным циклом в городе Черняховске Калининградской области.
В 2005 году начался выпуск ЖК-телевизоров с диагоналями 17, 20 и 32 дюйма. В последующем модельный ряд существенно расширился и по дизайну, и по диагоналям и по набору функций.
2008 год ознаменовался новой вехой в истории компании. Началась перестройка производственной базы с учетом перехода телевещания в цифровой стандарт. Увидели свет первые приставки для приема цифрового телевидения в кабельных сетях.
Кризис 2009 года, несмотря на негативное влияние на планы развития компании, не смог остановить поступательное движение вперед. Подготовка производства к выпуску новых цифровых телеприемников продолжалась. И к концу года был налажен выпуск нескольких моделей приставок для приема эфирного цифрового телевидения, в том числе и в формате высокой четкости (HD)
В 2010 году начато производство первых российских LED-телевизоров.

## Продукция
- телевизоры,
- мультимедийные плееры,
- пылесосы,
- стиральные машины,
- микроволновые печи,
- холодильники.

### Планы
Современный российский рынок бытовой техники и электроники очень насыщен, и конкуренцией различных производителей очень высока. «Полар» планирует развиваться, прежде всего, за счет дальнейшего расширения ассортиментного ряда в направлениях цифрового телевидения и новых технологий отображения видеоинформации.